# Jerna
Jerna (m. 547) foi um líder tribal dos leuatas e também sumo-sacerdote do deus Gurzil que esteve ativo na prefeitura pretoriana da África durante as revoltas berberes de meados do século VI. Aparentemente liderou os leuatas na batalha de Cílio de 544, quando o governador bizantino Salomão foi morto e muitos soldados bizantinos foram presos. No inverno de 546/7, serviu como segundo-no-comando no exército de Antalas, outro líder tribal que estava em revolta. Lutou na batalha que causou a derrota berbere diante das tropas de João Troglita, e fugiu com a imagem sagrada de Gurzil, sendo posteriormente capturado e morto, e a imagem destruída. Carcasão sucedeu-lhe no poder.